# Nemzeti anarchizmus
A nemzeti anarchizmus egy olyan szinkretista politikai nézetrendszer, ami az 1990-es években fejlődött ki, mint afféle harmadik utas csoportosulás, ami az anarchizmus, a nacionalizmus, illetve a „nemzetiségi szeparatizmus” egyes elemeit egyesíti magában. Intellektuális gyökereit Julius Evola-tól meríti, illetve a neo-spengleriánus Parker Yockey-től, de befolyással voltak rá Pierre-Joseph Proudhon, Mihail Bakunyin, Peter Krotopkin, Lev Tolsztoj, Murray Bookchin, Richard Walther, Darré és Max Stirner is.
A jelentés ezen értelemben a nemzeti anarchizmus kifejezést és fogalmat Troy Southgate, Peter Töpfer és Hans Cany alkotta meg, a ma már nem működő Nemzeti Forradalmi Párt (National Revolutionary Faction) által, ami annak ideológiáját is meghatározta. A nemzeti anarchizmust a baloldali anarchisták szélsőjobboldali ideológiának tartják, anarchista voltát tagadják.

## Történet
A nemzeti anarchizmus kifejezést először a Konzervatív Forradalmi Mozgalomban tevékenykedő Helmut Franke német író használta az 1920-as években saját politikai nézeteinek jellemzésére, összefoglalására. Angliában a korai 1980-as években egy Fekete Kos nevű csoport olyan ideákat kezdett el vallani és kialakítani, amiket „nemzeti anarchistának” vagy „anarcho-nacionalistának” jellemeztek. Ennek ellenére a jelenlegi elnevezés a francia nemzeti anarchistától, Hans Cany-től származik, aki a korai 1990-es években kezdte el használni a nemzeti anarchizmus kifejezést, a nemzeti-libertariánussal és az anarcho-identitással („anarcho-identitarian”) együtt.
Körülbelül ezzel egy időben egy politikai, stratégiai nézeteltérés miatt Richard Hunt újságíró, zöld anarchista aktivista, akit széles körben kritizálták anarchista közösségeken belül a nacionalizmus iránti rokonszenvéért elhagyta az általa is szerkesztett Zöld Anarchista (Green Anarchist) című magazint és megalakította saját folyóiratát Alternatív Zöld (Alternative Green) címmel. Az Alternatív Zöld hitvallásának megfelelően a politikai paletta minden részéről közölt híreket, így a Zöld Anarchista megmaradt stábja folyamatosan azzal vádolta Hunt-ot, hogy fasiszta, míg a baloldali író/aktivista Stewart Home mind az Alternatív Zöldet, mind a Zöld Anarchistát öko-fasizmussal vádolta.
Az 1990-es évek közepén Troy Southgate, a Brit Nemzeti Front és a Nemzetközi Harmadik Út korábbi tagja elkezdett Hunt zöld anarchizmusa felé nyitni és azt nemzetiségi szeparatizmussal keverni (amit, Hunt nem támogatott), hogy megteremtse a nemzeti anarchizmus egy újabb formáját. 1998-ban Southgate megalapította a Nemzeti Forradalmi Frakciót (National Revolutionary Faction – NRF), melynek (fő)titkáraként próbálta az általa létrehozott ideológiának széles tábort szerezni. Egy ideig az Alternatív Zöld szerkesztői gárdájának tagja is volt. Később megtagadta a forradalmi csoport koncepcióját. A párt 2003-ban feloszlott, majd ő és néhány egykori NRF tag kapcsolatba került a Cercle de la Rose Noire (Fekete Rózsa kör) nevű ellenkulturális fórummal, aminek Southgate csakhamar az elnöke lett. Southgate a brit Új Jobboldal szervezőjeként is ténykedik, amit a francia Nouvelle Droite (Új Jobboldal) inspirált.

## Nézetek
A nemzeti anarchisták a kormányban és a kapitalizmusban rejlő hierarchiákat elnyomónak tekintik. A nemzetiség, az identitás és a törzsiség vonalán szerveződő tevékenységet támogatják és egy olyan decentralizált rendet vélnek célszerűnek, ahol a hasonló gondolkodású emberek saját, a többitől különálló közösségeket alkotnak.
A nemzeti anarchizmus az anarchizmus legfőbb vonásaiban osztozik, leginkább abban, hogy megpróbálja újrarendezni az emberi kapcsolatokat hangsúlyozva azt, hogy a kormány és a kapitalizmus hierarchikus struktúráit helyi, közösségi döntéshozatallal kell helyettesíteni. Southgate megfogalmazásában egy olyan pozitív, lefelé irányuló trendet szeretnének látni, ahol a bürokratikus intézmények (pl. ENSZ, NATO, Világbank, stb.) illetve az államok politikája gyökerestül megsemmisülnek, helyükre pedig autonóm közösségek lépnek.
A nemzeti anarchizmus olyan gazdasági gyakorlatokat támogat, amit leginkább a „közösködéssel” és disztribucionizmussal lehetne jellemezni, ahol a hangsúly az eszközök, illetve a termékek széles körű tulajdonlásán van kisvállalkozások formájában és dolgozók szövetkezeteiben. A forradalmi konzervativizmus koncepciója alkotja a nemzeti anarchizmus központját az anarchisták számára.
A nemzeti anarchizmus elutasítja a liberalizmust, amit a nemzetek és a kulturális identitás társadalmi hanyatlásának fő okaként tartanak számon. Elveti a fasizmust és a kommunizmust is, mint merev, totalitárius rendszert, illetve elutasítja a nemzetiszocializmust is. Ezt az elhatárolódást szélesebb anarchista körökben őszintétlennek és megtévesztőnek találják. A Zöld Anarchista közölt egy cikket a nemzeti-anarchizmusról, melyben fasisztáknak bélyegezték őket, akiknek az a céljuk, hogy lejárassák az anarchizmust.
Az Antifa nevű militáns nemzetközi antifasiszta csoport támogatja az erőszakos fizikai ellenállást a nemzeti anarchistákkal szemben, amit a szélsőjobb részének tekint.

## Autonómia és szeparatizmus
A nemzeti anarchizmus egy olyan társadalmi modellt támogat, ahol a közösségek etnikai, vallási és szexuális orientációs vonalak mentén szeparálódnak úgy, hogy képesek együtt létezni a kevert és integrált közösségek mellett anélkül, hogy bármiféle erőszakot kellene alkalmazni. A koncepció szerint mindenki maradjon meg a saját közösségében (nemzeti, etnikai, stb.), a hegyi kultúra ne keveredjen a sivatagival. Úgynevezett „autonóm zónák” megteremtését látják jónak, amelyek a saját szabályaik szerint működnének egy állandó lakóhelyen, egy közösségen belül anélkül, hogy szigorú etnikai megkülönböztetés vagy erőszak áldozatai lennének, amit a sovinizmus támogat. A nemzeti anarchizmus a fajirtást, gyilkosságot a társadalmi megalkuvást szükségtelennek tartja, zsarnokinak és a "szabad elméjű emberek" elleni sértésnek.
A nemzeti anarchizmus néhány követője támogatja a nemzeti szeparatizmust is, de nem a fajgyűlöletet, vagy a faji felsőbbrendűséget. A nemzeti anarchisták – Southgate-t is beleértve – hiszik, hogy a faji, illetve a kulturális keveredés tönkreteszi a kulturális sokféleséget, a kultúrák keveredése elpusztítja az egyes, vagy az összes abban részt vevő kultúrát. Fenntartják, hogy a faji szeparatizmus megállítja a fajgyűlöletet azáltal, hogy engedi a veleszületett kultúrák és a különbözőségek folytatódását.
Southgate megfogalmazása szerint számukra a „nemzet” fogalma nem egy területhez kötődő, határokkal rendelkező államhoz kötődik, hanem faji, nemzetségi hovatartozáshoz, amely minden ember természetes élőhelye.
A nemzeti anarchisták szerint minden közösség szabadon gyakorolhatná azt a gazdasági és politikai formát, amit választ addig, amíg az nem ütközik más közösségek azon jogaival, hogy a saját választásuknak megfelelő életvitelt kövessék. Ugyanakkor a nemzeti anarchisták hiszik, hogy a környezetvédelem és -megőrzés olyan ügy, melyben minden embernek együtt kell működnie. Azokat a területeket és határvidékeket, amelyek nem mutatnak jelentősebb emberi fejlődést együttes erővel kell fönntartani. A „szabad zónák” pedig, az abban részt vevő felek közti egyetértés által lennének kialakítva.

### Magyarországon
Magyarországon a nemzeti anarchizmus egy szinte teljesen ismeretlen, vagy csupán alig ismert ideológia. Főbb képviselője Rózsa-Flores Eduardo volt, ő indította el az első, magyar nyelvű, tisztán nemzeti anarchista blogot is, illetve részt vett az ugyancsak nemzeti anarchista nézeteket képviselő ellenkultúra.info weboldal létrehozásában is. Rózsa-Flores halála után az Ellenkultúra több szerkesztője igyekezte továbbvinni az ideológiát, de végül tevékenységüket befejezték és az Ellenkultúra is megszűnt.
2013-ban Horváth Martin hozott létre egy új nemzeti anarchista blogot, mely később a magyarországi Nemzeti Anarchista Mozgalmat is képviselte. 2015-ben a mozgalom és a blog megszűnt, helyét egy szélesebb világnézeti spektrumon mozgó blog a Disszidens vette át, melynek tartalmában (néha nyíltan hivatkozva is az ideológiára) a nemzeti anarchista szemléletmód sok esetben megmaradt.

## Fordítás
- Ez a szócikk részben vagy egészben  a   National-Anarchism című angol Wikipédia-szócikk fordításán alapul.  Az eredeti cikk szerkesztőit annak laptörténete sorolja fel. Ez a jelzés csupán a megfogalmazás eredetét és a szerzői jogokat jelzi, nem szolgál a cikkben szereplő információk forrásmegjelöléseként.